# Orellia scorzonerae
Orellia scorzonerae är en tvåvingeart som först beskrevs av Robineau-desvoidy 1830.  Orellia scorzonerae ingår i släktet Orellia och familjen borrflugor. Arten är reproducerande i Sverige. Inga underarter finns listade i Catalogue of Life.